# Amphiroa pacifica
Amphiroa pacifica Kützing, 1858  é o nome botânico  de uma espécie de algas vermelhas pluricelulares do gênero Amphiroa.
- São algas marinhas encontradas no Peru e nas Filipinas.

## Sinonímia
Não apresenta sinônimos.